# لشکر ۶ کانادا
لشکر ۶ کانادا (انگلیسی: 6th Canadian Infantry Division) لشکر پیاده‌نظام نیروی زمینی کانادا بود، که در سال ۱۹۴۲ تأسیس شد و در سال ۱۹۴۴ منحل گردید.
لشکر ششم پیاده‌نظام کانادا، یک لشکر پیاده‌نظام ارتش کانادا بود که در سال ۱۹۴۲ در طول جنگ جهانی دوم تشکیل شد. این لشکر به فرماندهی اقیانوس آرام متصل بود. این لشکر یک تیپ به کارزار جزایر آلوتی، به‌ویژه در کیسکا، اعزام کرد، اما هرگز عملیاتی انجام نداد. لشکر ششم قرار بود بخشی از سپاه مشترک‌المنافع پیشنهادی باشد که برای حمله برنامه‌ریزی‌شده به ژاپن تشکیل شده بود، اما در ۳۱ ژانویه ۱۹۴۶، پس از تسلیم ژاپن در اوت ۱۹۴۵، منحل شد.